# C16H24O2
化学式C16H24O2（摩尔质量：248.366 g/mol）可能指：
- 伊诺特隆（英语：Inocoterone），CAS号：83646-97-3
- 山梨酸-3,7-二甲基-2,6-辛二烯-1-酯 异构体混合物CAS号：202828-37-3 
  - 山梨酸橙花酯 PubChem CID：139030984
  - 山梨酸香叶酯，CAS号：2215133-00-7
- 山梨酸芳樟酯 PubChem CID：163189738
- 甲基丙烯酸-2-乙基-2-金刚酯，CAS号：209982-56-9
- 2,4,6-三异丙基苯甲酸，CAS号：49623-71-4

|  | 这个同类索引页列出了具有相同分子式的化学物（即同分異構體）条目。 除非您是有意链接至本页，否则应将相应条目的内部链接指向正确的条目。 |